# Ferientage
Ferientage ist ein Dokumentarfilm des DEFA-Studios für Dokumentarfilme von Winfried Junge aus dem Jahr 1964.

## Handlung
Zehn Altenburger Schüler einer 6. Klasse, die eine Kinderbibliothek betreuen, sind zu den Geburtstagsfeierlichkeiten der DDR in der Hauptstadt Berlin unterwegs, um an den Festlichkeiten teilzunehmen. Nach einer Stadtrundfahrt im Bus machen sie im Kindercafé des Hauses des Kindes, in der 13. Etage des zu dieser Zeit höchsten Hauses der Stadt, am Strausberger Platz eine erste Rast und freuen sich über die schöne Aussicht. Beim anschließenden Bummel über die Karl-Marx-Allee sehen sie sich verschiedene Veranstaltungen, wie eine Kindermodenschau, ein Go-Kart-Rennen, Töpferarbeiten, Schachspieler, Kunstradfahrer und ein Mädchen auf dem Rhönrad an.
An einem Stand treffen sie auf die Schriftstellerin Alex Wedding, für die sie sich sehr interessieren, da sie ja selbst viel mit Büchern zu tun haben. Ein Gespräch kommt sehr schnell in Gang und die Kinder mit ihrem Lehrer werden für den nächsten Tag in die Wohnung von Alex Wedding eingeladen. Bei diesem Besuch, der eine Stunde dauert, stellen die Kinder sehr viele Fragen und die Schriftstellerin muss bei der Verabschiedung versprechen, sie einmal in Altenburg zu besuchen.
Anschließend wird das weitere Programm des Berlin-Besuchs abgearbeitet. Der wichtigste Punkt ist die Pioniereisenbahn im Pionierpark Wuhlheide. Leider fährt die Bahn an diesem Tag nicht, doch als ein Eisenbahner aus dem Bahnhofsgebäude tritt, können die Altenburger ihn überzeugen, nur für sie eine Sonderfahrt durchzuführen. Von hier aus geht es zum Tierpark Berlin, wo sie sogar auf Ponys reiten können. Hier treffen sie auch auf Mitglieder eines Zeichenzirkels aus dem Haus der Jungen Pioniere die versuchen, die Eisbären zu zeichnen. Danach folgen sie den Zeichnern in das Pionierhaus und sind von den vielen Möglichkeiten der Freizeitgestaltung überrascht. Hier gibt es ein selbst gestaltetes Fernsehprogramm, eine Motorradfahrschule, einen Chor, ein Orchester und vieles andere mehr.
Wieder in Altenburg zurück, kehrt schnell der Alltag wieder ein. Ein Teil der Gruppe, die in Berlin war, ist in der Stadt auf Werbetour für die Bibliothek unterwegs. Zur gleichen Zeit erscheint Alex Wedding in der Bibliothek um ihr Versprechen einzulösen. Die Wiedersehensfreude ist groß und auch die Werber treffen wieder rechtzeitig ein.

## Produktion
Dieser Schwarzweißfilm wurde im Auftrag des Ministeriums für Auswärtige Angelegenheiten der DDR gedreht. Die Premiere fand im am 27. März 1964 im Berliner Kino Kosmos statt.